# Mata Hari (película)
Mata Hari es una película de 1931 dirigida por George Fitzmaurice basada en la vida de Margaretha Geertruida Zelle (Mata Hari), una exótica bailarina acusada y ejecutada por espionaje durante la Primera Guerra Mundial (1914-1918). La película está protagonizada por Greta Garbo en el papel de la famosa espía y por Ramón Novarro.

## Reparto
- Greta Garbo ... Mata Hari
- Ramon Novarro ... Alexis Rosanoff
- Lionel Barrymore ... General Serge Shubin
- Lewis Stone ... Andriani
- C. Henry Gordon ... Dubois
- Karen Morley ... Carlotta
- Alec B. Francis ... Mayor Caron
- Blanche Friderici ... Hermana Angelica (Blanche Frederici)
- Edmund Breese ... Guardia
- Helen Jerome Eddy ... Hermana Genoveva
- Frank Reicher ... El espía de la cocina